# فرودگاه رسمند
فرودگاه رسمند (به انگلیسی: Rosamond Skypark Airport) یک فرودگاه همگانی است که یک باند فرود آسفالت دارد و طول باند آن ۱۰۹۷ متر است. این فرودگاه در شهر روزاموند، کالیفرنیا کشور ایالات متحده آمریکا قرار دارد و در ارتفاع ۷۳۶ متری از سطح دریا واقع شده است.